# گلی ترقی
گلی ترقّی (با نام اصلی زهره مقدم ترقی)، (زاده ۱۷ مهر ۱۳۱۸) نویسنده ایرانی ساکن فرانسه است. از داستان‌های قابل تأمل او می‌توان به بی‌تا، بزرگ‌بانوی روح من، اتوبوس شمیران و خانه‌ای در آسمان اشاره کرد.

## زندگی

### تولّد و تحصیلات
گلی ترقّی در ۱۷ مهرِ ۱۳۱۸ در تهران زاده شد. پدرش لطف‌الله ترقّی مدیر مجلهٔ ترقی بود. در خیابان خوشبختی چشم به جهان گشود. گلی ترقی در شمیران به مدرسه و سپس دبیرستان انوشیروان دادگر رفت. در سال ١٣٣٣ خورشیدی پس از به پایان رساندن سیکل اول دبیرستان، به آمریکا رفت. شش سال در آمریکا زندگی کرد و در رشته فلسفه فارغ‌التحصیل شد.
از آن‌جا که زندگی در آمریکا را دوست نداشت در سال ١٣۴٠ به ایران بازگشت. پس از بازگشت، به داستان‌نویسی روی آورد. 
او ۹ سال در دانشکده هنرهای زیبای دانشگاه تهران به تدریس در رشته شناخت اساطیر و نمادهای آغازین پرداخت و پس ار انقلاب به فرانسه رفت.

### ازدواج
گلی ترقی هنگامی که در ایران بود با هژیر داریوش، سینماگر و منتقد، ازدواج کرد و دارای ۲ فرزند شدند و سپس از یکدیگر جدا شدند.
مهدی یزدانی‌خرم در بخشی از یادداشتش با انتشار روایتی تلخ از زندگی گلی ترقی، در سال‌های اخیر در فرانسه نوشت:«گلی خانم ترقی در خانه سالمندان تنهاست... تنهایی اجباری که به تصمیم فرزند ارشدش گرفته شده. در یک خانه سالمندان نه چندان سطح بالا در فرانسه. 

### داستان‌نویسی
اولین مجموعه داستانش به نام من هم چه‌گوارا هستم در ۱۳۴۸ توسط انتشارات مروارید منتشر شد. پس از انقلاب به فرانسه رفت و در آنجا هم به نوشتن ادامه داد. 
یکی از داستان‌های او به نام بزرگ‌بانوی روح من، به فرانسه ترجمه شد. در ۱۹۸۵ این داستان به‌عنوان بهترین قصه سال در فرانسه برگزیده شد.
در نخستین داستان‌های گلی ترقی شخصیت آدم‌ها بیمارگونه، ناامید، ناتوان و تنها و منزوی هستند که از همه چیز بیم دارند، سرخورده‌اند و رابطه‌ای با اجتماع ندارند، چرا که اغلب مردم جامعه را نادان و سطحی می‌بینند. 
ترقی پس از سال ۱۳۵۷ داستان‌های تامل‌برانگیزی مانند «بزرگ‌بانوی روح من»، «اتوبوس شمیران» و «خانه‌ای در آسمان» نوشته‌ است که نمونه‌های برجسته ادبیات داستانی معاصر ایران هستند.
آثار او به‌جز خواب زمستانی، به‌صورت داستان کوتاه بوده‌ است.
ترقی برنده‌ی دومین دوره‌ی جایزه بیتا در سال ١٣٨٨ / ۲۰۰۹ است.

### مجموعه داستان‌ها
- ۱۳۴۸ - من هم چه‌گوارا هستم، انتشارات مروارید
- ۱۳۷۳ - خاطره‌های پراکنده، انتشارات باغ آیینه
- عادت‌های غریب آقای الف (در ایران منتشر نشده است)[۱]
- ۱۳۷۹ - جایی دیگر، انتشارات نیلوفر
- ۱۳۸۱ - دو دنیا، انتشارات نیلوفر
- ۱۳۹۳ - فرصت دوباره،انتشارات نیلوفر

### رمان‌ها
- ۱۳۵۴ - خواب زمستانی، انتشارات آگاه.
- ۱۳۹۳ - اتفاق، انتشارات نیلوفر[۵]
- ۱۳۹۷ - بازگشت، انتشارات نیلوفر

### داستان منظوم
- ۱۳۷۸ - دریا پری، کاکل‌زری، انتشارات فرزان.

### فیلم‌نامه
- فیلم‌نامه فیلم «بی‌تا»[۱]
- فیلم درخت گلابی به کارگردانی داریوش مهرجویی که در ۱۳۷۶ ساخته شد اقتباسی از داستان درخت گلابی گلی ترقی است.
- طرح اولیه داستان فیلم چه خوبه که برگشتی از گلی ترقی است.[۶]

### تک داستان‌های برگزیده
- ۱۹۸۵، ترجمهٔ فرانسوی داستان بزرگ‌بانوی روح من، به‌عنوان بهترین داستان سال فرانسه برگزیده شد.
- ۱۳۸۰، داوران دورهٔ اول جایزه هوشنگ گلشیری، داستان‌های انار بانو و پسرهایش، بزرگ‌بانوی روح من و درخت گلابی،[۷] از مجموعهُ جایی دیگر، را به‌عنوان داستان برگزیده انتخاب کردند.
- ۱۳۸۲، داوران دورهٔ سوم جایزه هوشنگ گلشیری، داستان‌های آن سوی دیوار[۸] و گل‌های شیراز، از مجموعهٔ دو دنیا، را به‌عنوان داستان برگزیده انتخاب کردند.